# Boerhaave-Syndrom
Als Boerhaave-Syndrom bezeichnet man ein seltenes Krankheitsbild, bei welchem eine spontane Ösophagusperforation, das heißt ein spontaner Riss (Ruptur) durch alle Wandschichten der Speiseröhre (Oesophagus) entsteht. Es wurde 1724 erstmals von Hermann Boerhaave beschrieben.
Das Boerhaave-Syndrom entsteht infolge eines plötzlichen und starken intraösophagealen Druckanstiegs hauptsächlich infolge massiven Erbrechens. Das Auftreten eines Boerhaave-Syndroms stellt eine Notfallsituation dar. Die sofortige operative Versorgung der Perforation stellt mit Abstand die wichtigste Therapieoption dar. Die unbehandelte spontane Ösophagusperforation hat eine Sterblichkeit von über 90 Prozent.
Das Boerhaave-Syndrom wird abgegrenzt vom Mallory-Weiss-Syndrom, bei dem es zu einer Perforation der Schleimhaut am Übergang von Speiseröhre und Magen kommt, sowie von iatrogen und traumatisch sowie postoperativ bedingten Ösophagusperforationen.

## Häufigkeit
Das Boerhaave-Syndrom ist eine sehr seltene Erkrankung, zu der es nur wenige epidemiologische Daten gibt. Bis 1990 wurden weltweit insgesamt etwa 900 Fälle in der medizinischen Fachliteratur festgehalten. Etwa 10 bis 15 Prozent aller Ösophagusperforationen gehen auf dieses Syndrom zurück.
Es gibt eine deutliche Bevorzugung des männlichen Geschlechts. In etwa 80 Prozent der Fälle erleiden Männer ein Boerhaave-Syndrom. Der Altersgipfel liegt zwischen 20 und 40 Jahren und macht etwa zwei Drittel der Fälle aus. Das Boerhaave-Syndrom kommt selten auch bei Kindern, vor allem bei Neugeborenen, vor.

## Ursachen und Pathogenese
Das Boerhaave-Syndrom entsteht in der Regel durch einen plötzlichen und starken sowie unerwarteten Druckanstieg im Ösophagus bei gleichzeitig negativem Druck innerhalb des Brustkorbs (intrathorakaler Druck). Die Geschwindigkeit des Druckanstiegs spielt vermutlich eine wichtigere Rolle als die absolute Höhe des Druckanstiegs. In experimentellen Untersuchungen an Speiseröhren von Leichen wurde ermittelt, dass es bei plötzlichen Druckanstiegen von 150 bis 200 mmHg zu einer Perforation der Speiseröhre im unteren (distalen) Drittel der Speiseröhre kommt. Die meisten Perforationen – über 90 Prozent – sind im unteren (distalen) Drittel der Speiseröhre dorsolateral (links hinten) lokalisiert, da hier anatomisch der geringste muskuläre Widerstand besteht.
Der spontanen Ösophagusperforation geht in den meisten Fällen massives Erbrechen voraus. Sie wird daher auch als emetogene Ösophagusperforation bezeichnet. Über weitere Ursachen gibt es in der Literatur unterschiedliche Angaben. Neben dem Erbrechen werden auch starkes Pressen und starke körperliche Anstrengung als mögliche Ursachen angesehen.
Die spontane Ösophagusperforation kann durch eine Vielzahl von Erkrankungen wie eine Ösophagitis und gastroösophageale Refluxkrankheit begünstigt werden. Ein chronischer Alkoholabusus gilt als wichtigster prädisponierender Faktor.

## Klinik
Die klassische Symptomtrias (sog. Mackler-Trias) besteht aus
1. explosionsartigem Erbrechen[8]
2. starken retrosternalen Schmerzen (Vernichtungsschmerz)[8]
3. Hautemphysem bzw. Mediastinalemphysem.[8]

Weitere Symptome sind
- Bluterbrechen (Hämatemesis),
- Luftnot (Dyspnoe),
- Sauerstoffmangel (Zyanose) und
- Schockzeichen (Blutdruckabfall, kaltschweißige Haut).

## Diagnose
In Röntgenaufnahmen zeigen sich als Zeichen des Luftaustrittes Luftsicheln unter beiden Zwerchfellkuppeln bzw. Luftaustritt ins Mediastinum.
Folgende Nachfolgeuntersuchungen können im Rahmen der Diagnostik sinnvoll sein:
- Ösophagographie: Röntgen-Kontrastmitteluntersuchung in verschiedenen Ebenen zum Nachweis eines Risses durch Kontrastmittelaustritt ins Mediastinum (risikoärmer)
- Ösophagoskopie: Speiseröhrenspiegelung als endoskopische, diagnostische und therapeutische Methode durch Einlage eines Vacuum-Schwammes ((Loske G, Schorsch T. Endoskopische Vakuumtherapie beim Boerhaave-Syndrom [Endoscopic vacuum therapy for Boerhaave's syndrome]. Chirurg. 2016 Aug;87(8):676-82. German. doi: 10.1007/s00104-016-0185-2)). .

## Differentialdiagnosen
- Spontanpneumothorax
- Herzinfarkt
- Aortendissektion
- Ulkusperforation
- akute Pankreatitis
- inkarzerierte Hiatushernie bzw. Zwerchfellhernie

## Therapie
Mittel der Wahl ist die endoskopisch Vakuum-Therapie (EVT), mit der über 85 % der ohne Behandlung meist tödlich verlaufenden Verletzung komplett geheilt werden können ((Wannhoff A, Kouladouros K, Koschny R,et al. Endoscopic vacuum therapy for the treatment of Boerhaave syndrome: a multicenter analysis. Gastrointest Endosc. 2024 Aug 31:S0016-5107(24)03475-8. doi: 10.1016/j.gie.2024.08.037.))
Als begleitende Therapie ist prä- und posttherapeutisch eine Breitspektrumantibiothikabehandlung einzuleiten.
Eine intensivmedizinische Überwachung ist erforderlich.

## Prognose
Die Letalität (Sterblichkeit) beim Boerhaave-Syndrom beträgt unbehandelt 90 %, mit endoskopische Vakuumtherapie 10 %.